# 聚氨丙基双胍
聚氨丙基双胍（英語：Polyaminopropyl biguanide，PAPB）是一种高分子聚合物，其结构单元包含两个胍基和三个亚甲基，为聚己双胍的同系物。PAPB具有一些抗菌活性，但抗菌效果远低于聚己双胍。2024年3月，欧盟不再批准聚氨丙基双胍作为生物活性基材使用。

## 名字争议
在某些领域，特别是化妆品领域，聚氨丙基双胍（PAPB）容易与聚己双胍（PHMB）混淆 。